# Karl Dönitz
Karl Dönitz (16 de setembre de 1891 - 24 de desembre de 1980) va ser un militar alemany. Tot i no ser membre del partit Nazi, va arribar a ser Gran Almirall (Großadmiral) i va exercir de Comandant en Cap dels Submarins (Oberbefehlshaber der Unterseeboote), i més tard, Comandant en Cap de la Marina de Guerra Alemanya (Oberbefehlshaber der Kriegsmarine). Va comandar la flota de submarins U-Boot que va intentar aïllar la Gran Bretanya durant la Segona Guerra Mundial.
Després del suïcidi d'Adolf Hitler, va exercir com a president del Tercer Reich durant 20 dies. Acusat i convicte de crims de guerra, per la guerra total submarina, va passar 10 anys de presó.

## Biografia
Dönitz va néixer a Grünau, a Berlín. Els seus pares eren Emil Dönitz, un enginyer, i Anna Beyer. Karl tenia un germà més gran, Friedrich.

### La Marina Imperial
El 1910, Dönitz s'allistà a la Marina Imperial (Kaiserliche Marine). Esdevingué cadet el 4 d'abril. El 15 d'abril de 1911 esdevingué guardiamarina (Fähnrich zur See), el rang que es donava a tots aquells que havien servit durant un any com a aprenents d'oficial i havien superat els seus primers exàmens.
El 27 de setembre de 1913 Dönitz rebé el despatx d'oficial, amb rang de sotstinent (Leutnant zur See). Amb l'esclat de la I Guerra Mundial, serví en el creuer lleuger SMS Breslau a la Mediterrània. L'agost de 1914, el Breslau i el creuer SMS Goeben van ser venuts a la Marina Otomana, sent rebatejats com Midilli i Yavuz Sultan Selim, respectivament. Van començar a operar a Constantinoble, sota les ordres del contralmirall Wilhelm Souchon, combatent les forces russes al mar Negre. El 22 de març de 1916, Dönitz va ser promogut a sotstinent ( Oberleutnant zur See), sent destinat als Dardanels. D'allà, sol·licità un trasllat a la nova força de submarins, que es va fer realitat a l'octubre de 1916. Serví com a Oficial de Coberta al U-39, i des de febrer de 1918 en endavant com a comandant de l'UC-25. El 5 de setembre de 1918 esdevingué comandant de l'UB-68, que operava a la Mediterrània i que va ser enfonsat per la Royal Navy el 4 d'octubre, i Dönitz passà a ser presoner de guerra. Va ser presoner fins al juliol de 1919, i tornà a Alemanya el 1920.

### La Marina de la República de Weimar
Dönitz seguí la seva carrera al braç naval de les Forces Armades (Reichswehr) de la República de Weimar: la Reichsmarine. El 10 de gener promocionà a Tinent (Kapitänleutnant). El 1928 passà a comandant torpedineres, sent Capità de corbeta (Korvettenkapitän) l'1 de novembre d'aquell mateix any.
L'1 de setembre de 1933 va ser promocionat a Capità de Fragata (Fregattenkapitän) i va ser nomenat capità del creuer Emden, que era el vaixell escola on els cadets i guardamarines feien un creuer d'un any de durada en preparació a rebre el títol d'oficial. L'1 de setembre de 1935, Dönitz va ser promogut a Capità (Kapitän zur See). Va ser destinat a comandar la 1a Flotilla d'U-Boat Weddinge, que incloïa el U-7, el U-8 i el U-9.

### Abans de la II Guerra Mundial
El 1935, la Marina de la República de Weimar, la Reichsmarine, va passar a denominar-se Kriegsmarine ("Marina de Guerra") amb l'ascens al poder dels nazis.
Entre 1935 i 1936, Dönitz tenia dubtes sobre el paper dels submarins, davant la sobreestimació alemanya de les capacitats de l'ASDIC britànic. De fet, l'ASDIC només podia detectar un 10% dels submarins durant els exercicis. Tal com deia Alan Hotham, director de la Intel·ligència Naval, l'ASDIC era un "bluf".
La doctrina alemanya de l'època, basada en el treball del capità americà Alfred T. Mahan, era també la compartida per totes les marines principals, que integraven els submarins amb la flota de superfície i els feien servir contra els vaixells de guerra enemics. El novembre de 1937, Dönitz es convencé que una gran campanya contra els mercants enemics seria pràctica i començà a pressionar per convertir tota la flota alemanya en una flota submarina. Advocà per una estratègia consistent en atacar només vaixells mercants, objectius relativament segurs d'atacar, indicant que destruir la flota de petrolers britànics deixaria la Royal Navy sense els subministraments necessaris per fer funcionar els seus vaixells, la qual cosa seria més efectiva que no pas enfonsar-los. Pensava que amb una flota d'uns 300 dels nous U-Boots tipus VII podria fer fora Anglaterra de la guerra.
Dönitz va reviure la idea de la Primera Guerra Mundial d'agrupar diversos submarins en una llopada (U-Boot) per superar l'escorta defensiva d'un comboi de mercants. La implementació de les llopades havia estat difícil a la I Guerra Mundial donades les limitacions dels aparells de ràdio de llavors. Durant els anys d'entreguerres, Alemanya desenvolupà transmissors de freqüència ultra alta, amb els quals s'esperava que ho podrien aconseguir, ja que amb l'ajut de la codificadora Enigma tindrien unes comunicacions segures (o això creien). Dönitz també adoptà la idea que exposà el 1922 de Wilhelm Marschall sobre atacar combois amb atacs de superfície durant la nit. Aquesta tàctica, a més, tenia l'avantatge que el sonar no podia detectar el submarí.
En aquells moments, molts, fins i tot el Großadmiral Raeder creien que el que proposava Dönitz era feble. Dönitz estava sol enmig dels oficials superiors navals, incloent-hi a diversos membres del Cos de Submarins. Per tant, ell i Raeder sovint discutien sobre les prioritats de la Kriegsmarine, mentre que alhora competien per guanyar el favor dels amics de Hitler, com Hermann Göring.
Com que la flota de superfície de la Kriegsmarine era molt més feble que la Royal Navy britànica, Raeder pensava que l'únic remarcable que podrien fer els alemanys en una guerra futura amb la Gran Bretanya era morir amb valentia. Raeder basava les seves esperances en la guerra en què aquesta fos retardada fins que el Pla Z, que havia d'expandir la flota de superfície alemanya, fos efectiu fins que realment poguessin enfrontar-se amb garanties. Tanmateix, estava previst que això no es donaria fins al 1945.
Dönitz, en contrast, no compartia aquest fatalisme, i entrenava intensament les seves tripulacions en les noves tàctiques. La marcada inferioritat de la flota de superfície alemanya deixava la flota de submarins com l'única opció naval un cop esclatés la guerra.
El 28 de gener de 1939, Dönitz va ser promogut a Comodor (Kommodore) i "Cap dels Submarins" (Führer der Unterseeboote).

### Segona Guerra Mundial
El setembre del 1939, Alemanya envaí Polònia, Gran Bretanya i França van declarar la guerra a Alemanya, i esclatà la Segona Guerra Mundial. Com que s'havia previst l'inici de la guerra pel 1945, la Kriegsmarine no estava preparada: el Pla Z s'havia fet perquè la guerra esclatés el 1945, no el 1939. El pla advocava per una flota equilibrada amb un gran increment de vaixells de superfície, amb diversos portaavions. En aquells moments, la flota de submarins de Dönitz només estava formada per 57 submarins, molts d'ells de curt radi i només 22 de tipus U-Boots tipus VII oceànics. Dönitz hagué de fer el que podia, veient-se urgit per Hitler i Raeder per dedicar les naus a operacions militars directament contra la Royal Navy. Aquestes operacions normalment acabaven en fracassos.

#### Contraalmirall, Vicealmirall i Comandant de submarins
L'1 d'octubre de 1939, Dönitz esdevingué Contraalmirall (Konteradmiral) i "Comandant dels Submarins" (Befehlshaber der Unterseeboote), i l'1 de setembre de 1941, va ser promogut a Vicealmirall (Vizeadmiral).
El 1941, el lliurament dels nous Tipus VII havia millorat fins al punt en què les operacions tenien un efecte real sobre l'economia de guerra britànic. Si bé la producció dels vaixells mercants s'incrementà com a resposta, les millores en els torpedes, uns submarins millors i una planificació molt millorada incrementà les xifres de vaixells enfonsats. L'11 de desembre de 1941, després de la declaració de guerra als Estats Units, Dönitz planejà immediatament la implementació de l'Unternehmen Paukenschlag, en la qual s'atacarien els vaixells de la costa est dels Estats Units. Portada a terme durant el mes següent, amb només 9 submarins, va tenir uns resultats fora de l'imaginable. La US Navy no estava gens preparada per a la guerra antisubmarina, tot i tenir l'experiència de 2 anys dels britànics per aprendre'n, i van cometre tots els errors que es podien cometre.
Almenys en dues ocasions, els èxits dels Aliats contra les operacions submarines van fer que Dönitz investigués els possibles motius. Entre els considerats estaven l'espionatge i la interceptació i decodificació de les comunicacions navals alemanyes (la versió naval d'Enigma). Les investigacions sobre la seguretat en les comunicacions portà a la conclusió de què la causa més probable era l'espionatge, sinó la casualitat. Tanmateix, l'1 de febrer de 1942, Dönitz ordenà que els seus submarins portessin una versió millorada de la màquina Enigma, la M4. La Kriegsmarine va ser l'única branca de la Wehrmacht que va fer servir aquesta versió millorada, mentre que les altres van seguir fent servir les versions antigues d'Enigma. El nou sistema s'anomenà "Tritó" ("Tauró" pels Aliats), i durant un temps, aquest canvi en l'encriptació de les comunicacions causà considerables dificultats als desxifradors aliats, i portà 10 mesos de feina que les comunicacions a través de "Tauró" poguessin ser llegides amb normalitat.
A final de 1942, la producció de submarins VII s'havia incrementat fins al punt en què Dönitz finalment va ser capaç de dirigir atacs en massa, una tàctica que ell anomenà «Rudel» i que es va fer cèlebre amb el terme de «llopades» (Wolfsrudel). Les pèrdues aliades van ascendir tremendament, i va haver-hi una preocupació seriosa durant un temps per l'estat dels subministraments de petroli a la Gran Bretanya.
Durant 1943, la guerra a l'Atlàntic es girà de nou contra els alemanys, però Dönitz seguí treballant per tenir més submarins i tecnològicament millors. Al final de la guerra, la flota de submarins alemanya era la millor del món, i els darrers models, com l'U-Boot tipus XXI, serviren com a models pels submarins soviètics i americans. Tanmateix, millores com el Snorkel o l'U-Boot tipus IX van aparèixer tard per la indeferència, sinó hostilitat, de Dönitz cap a les noves tecnologies. Aquesta oposició de Dönitz al major Tipus IX no era única: l'almirall Thomas Hart, que comandà la Flota Asiàtica dels Estats Units a les Filipines a l'esclat de la Guerra del Pacífic, s'oposava a les flotes de submarins "massa luxosos".
Dönitz estava personalment molt involucrat en les operacions, sovint contactant amb els seus submarins fins a 70 cops diaris amb preguntes com la seva posició, la reserva de combustible i d'altres minúcies. Això ajudava molt als dexifradors aliats, car tenien molts missatges amb els quals treballar. Les rèpliques també permetien als Aliats a usar els localitzadors de direcció (HF/DF, anomenats "Huff-Duff"), per localitzar un submarí amb la ràdio i atacar-lo (sovint amb avions capaços d'enfonsar-los amb total impunitat).

#### Comandant en Cap de la Kriegsmarine i Großadmiral
El 30 de gener de 1943, Dönitz reemplaça a Erich Raeder com a Comandant en Cap de la Marina (Oberbefehlshaber der Kriegsmarine) i Gran Almirall de l'l'Alt Comandament Naval. Va ser Dönitz qui va convèncer a Hitler de no malaguanyar la resta de vaixells de la flota de superfície, degudes les contínues pèrdues. Al setembre, el cuirassat Tirpitz va ser enviat al dic sec per uns quants mesos per un submarí britànic. Al desembre, ordenà al creuer Scharnhorst (a les ordres del Konteradmiral Erich Bey que ataqués els combois que es dirigien a la Unió Soviètica, però va ser enfonsat al trobar-se amb forces britàniques superiors, comandades pel cuirassat HMS Duke of York.

### Successor de Hitler
El 30 d'abril de 1945, Hitler se suïcidà. En el seu darrer testament, Hitler expulsava a Hermann Göring i a Heinrich Himmler del Partit Nazi. Sorprenentment, nomenava a Dönitz com a Cap d'Estat i com a Comandant Suprem de la Wehrmacht. Curiosament, Dönitz esdevenia President (Reichspräsident) i no pas Führer (tot i que Hitler havia abolit el càrrec de President anys abans). El Ministre de Propaganda Joseph Goebbels esdevenia Cap del Govern i Canceller d'Alemanya. Però Goebbels se suïcidaria l'1 de maig. Hitler creia que els caps militars del Heer, de la Luftwaffe i de les SS l'havien traït, motiu pel qual el cap de la Kriegsmarine era l'únic successor possible.
L'1 de maig, després del suïcidi de Goebbels, Dönitz esdevingué l'única representació d'un trontollant Tercer Reich. Nomenà al Comte Ludwig Schwerin von Krosigk com a Canceller i intentaren formar un govern. El 2 de maig d'aquest mateix any prengué possessió del càrrec de president del Tercer Reich, amb l'ordre de continuar la guerra sense claudicar davant els aliats. Dönitz veié com Hitler li havia imposat un govern presidit per Joseph Goebbels, però malgrat això no tingué problemes per a destituir algunes d'aquestes persones (algunes eren mortes, altres desaparegudes i altres, simplement, no eren de la seva confiança) i substituir-les per altres de la seva confiança.
Durant el breu període al càrrec, Dönitz dedicà els seus esforços principalment a assegurar la lleialtat de les forces armades alemanyes i a intentar assegurar-se que es rendissin als britànics o als americans, però no pas als soviètics (doncs, amb motiu, temia les represàlies soviètiques). Tanmateix, el govern de Dönitz no va ser reconegut pels Aliats i durant uns quants dies va ser més o menys ignorat.

### El govern de Flensburg

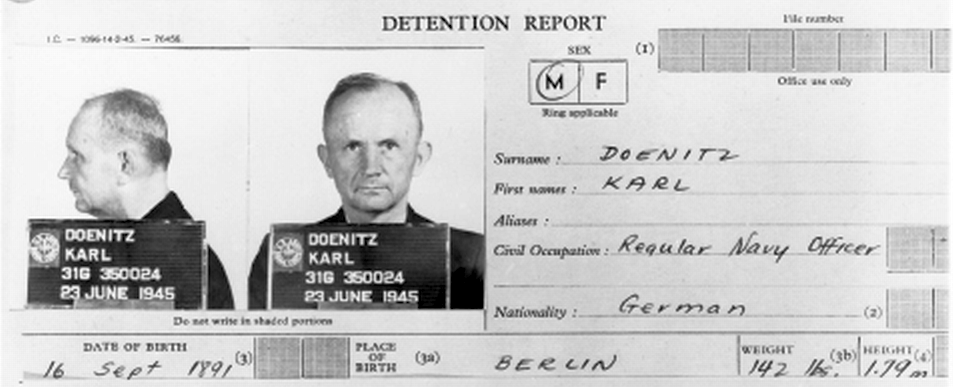
Fitxa de detenció de Dönitz

El veloç augment de les forces aliades limitava la jurisdicció del govern de Dönitz a una zona als voltants de Flensburg, prop de la frontera danesa, on estava localitzat el quarter general de Dönitz. Allà, la seva esperança era signar un pacte amb els Estats Units per a fer un front comú contra el comunisme i, d'aquesta manera, salvar el III Reich.
El 4 de maig, les forces alemanyes als Països Baixos, Dinamarca i el nord-oest d'Alemanya, totes elles sota el comandament de Dönitz, es van rendir al Mariscal Bernard Montgomery a Lüneburg, al sud-est d'Hamburg, finalitzant la Segona Guerra Mundial a l'Europa occidental. El 7 de maig, Dönitz autoritzà al Cap de l'Estat Major de l'Oberkommando der Wehrmacht (OKW), Generaloberst Alfred Jodl, que signés la rendició incondicional de totes les forces alemanyes als aliats. Jodl ho signà a Reims, França. El text incloïa la frase "Totes les forces sota control alemany cessaran les operacions actives a les 23.01 h, hora de l'Europa Central, el 8 de maig de 1945". El 8 de maig, poc abans de la mitjanit, el Generalfeldmarschall Wilhelm Keitel repetí la signatura a Berlín, davant del Mariscal Gueorgui Júkov, amb la qual cosa finalitzà la Segona Guerra Mundial a Europa.
El 23 de maig, el govern de Dönitz es dissolgué quan els seus membres van ser capturats i arrestats per les forces britàniques a Flensburg.

### Judici per Crims de Guerra

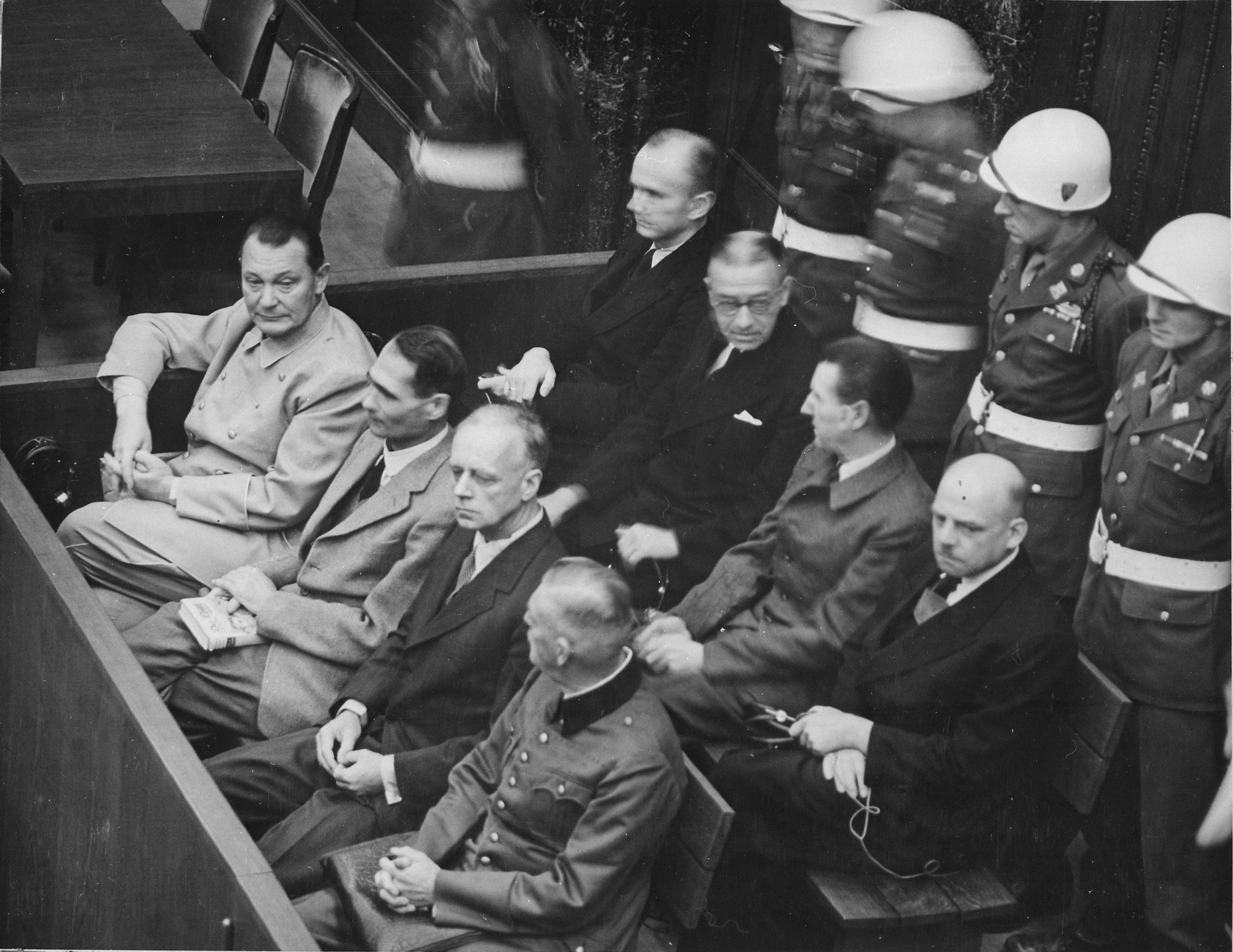
Dönitz (part superior de la segona fila) durant el Procés de Nuremberg.

En acabar la guerra, Dönitz va ser fet presoner de guerra pels Aliats, que l'acusaren de crims de guerra. Va ser jutjat com a criminal de guerra als judicis de Nuremberg amb 3 càrrecs:
1. Conspiració per cometre crims contra la pau, Crim de guerra i Crim contra la humanitat
2. Planejar, iniciar i portar a terme guerres d'agressió
3. crims contra les lleis de la guerra

Entre els càrrecs per crims de guerra, va ser acusat de realitzar una guerra submarina sense restriccions en emetre l'Orde de guerra 154 al 1939, i una similar després de l'Incident del Laconia el 1942, per no rescatar nàufrags després de l'atac d'un submarí. En emetre aquestes dues ordres, va ser trobar culpable de trencar el Segon Tractat Naval de Londres de 1936. Tanmateix, com que es demostrà que els aliats seguien la mateixa pràctica, aquesta sentència no passà al dret internacional.
Dönitz va ser trobat innocent del primer càrrec, però culpable del segon i del tercer, sent sentenciat a 10 anys de presó. En vista de les proves i de les respostes de l'Almirall de la Flota Chester Nimitz, Comandant en Cap de la Flota del Pacífic dels Estats Units durant la guerra, l'ordre de portar a terme una guerra submarina sense restriccions va ser donada el primer dia de la guerra, motiu pel qual no es va incloure en la sentència de Dönitz. Nombrosos oficials navals aliats van enviar cartes a Dönitz mostrant el seu desacord amb la sentència. Va ser empresonat a la Presó de Spandau durant 10 anys.

### Darrers anys
Dönitz va ser alliberat l'1 d'octubre de 1956, retirant-se al poble de Aumühle, al nord d'Alemanya. Allà treballà en dos llibres: les seves memòries, Zehn Jahre, Zwanzig Tage (10 anys i 20 dies), aparegut en alemany el 1958 i traduït en anglès el 1959; i on relata les seves experiències com a comandant de submarins (10 anys) i com a President d'Alemanya (20 dies). L'altre llibre, Mein wechselvolles Leben, és més desconegut i explica detalls de la seva vida abans de 1934.
Als seus darrers anys, la seva reputació estava totalment rehabilitada i intentava respondre a tota la correspondència que rebia. A diferència d'Albert Speer, Dönitz no se'n penedí mai del seu paper durant la Segona Guerra Mundial.
Karl Dönitz va morir d'un atac de cor el 24 de desembre de 1980. Com a darrer oficial alemany amb rang de Gran Almirall, va ser honorat amb la presència de veterans de guerra, així com d'oficials navals estrangers que van anar a presentar-li els seus respectes al seu funeral el 6 de gener de 1981.

## Historial de promocions i Condecoracions

### Promocions
Seekadett - 1 d'abril de 1910
 Fähnrich zur See - 15 d'abril de 1911
 Leutnant zur See – 27 de setembre de 1913
 Oberleutnant zur See – 22 de març de 1916
 Kapitänleutnant –10 de gener de 1921
 Korvettenkapitän – 1 de novembre de 1928
 Fregattenkapitän - 1 d'octubre de 1933
 Kapitän zur See - 1 d'octubre de 1935
 Kommodore - 28 de gener de 1939
 Konteradmiral - 1 d'octubre de 1939
 Vizeadmiral - 1 de setembre de 1940
 Admiral - 14 de març de 1942
 Großadmiral - 30 de gener de 1943

### Condecoracions
Creu de Cavaller de la Creu de Ferro amb fulles de Roure
 Creu de Cavaller – 21/4/1940 com Konteradmiral und Befehlshaber der Unterseeboote
 Fulles de Roure – 6/4/1943 (223è) com Großadmiral und Oberbefehlshaber der Kriegsmarine Befehlshaber der Unterseeboote
 Creu de Cavaller amb Espases del Reial Orde Prussià de Hohenzollern - 10/06/1918
 Creu de Ferro 1914 de 1a Classe – 5/5/1916
 Creu de Ferro 1914 de 2a Classe – 7/11/1914
 Lluna Creixent de Ferro (Estrella de Gal·lípoli) (Imperi Otomà) - 07/11/1914
- Medalla del Mèrit platejada amb sabre (Imperi Otomà) - 07/11/1914

 Creu de Frederic (Gran Ducat d'Anhalt) - 17/01/1916
- Orde Medschidié de 4a Classe amb sabre (Imperi Otomà) - 13/03/1917
- Insígnia de l'Arma Submarina 1918 (07/1917)

 Creu Austro-Hongaresa de 3a Classe del Mèrit Militar amb insígnia de guerra - 24/12/1917
 Creu d'Honor 1914-1918
 Creu dels 25 anys de Servei a la Wehrmacht
- Creu de Comandant de l'Orde del Mèrit Militar (Hongria): 20/08/1938

 Barra de 1939 a la Creu de Ferro 1914 de 2a Classe – 18/9/1939
 Barra de 1939 a la Creu de Ferro 1914 de 1a Classe - 20/12/1939
 Medalla de l'1 d'octubre de 1938 – 20/12/1939
- Insígnia de Guerra dels Submarins 1939 amb brillants – 27/2/1940

 Insígnia d'Or del NSDAP – 30/1/1944
 Creu de Cavaller de 1a classe de l'Orde de l'Espasa (Suècia) – 12/4/1936
 Creu del Comandant de l'Orde Militar de Savoia (Itàlia) - 20/04/1940
 Gran Creu del Mèrit Naval (Espanya - 10/06/1940
 Orde de Miquel el Valent de 2a i 3a Classe (Romania - 12/04/1943
 Orde del Sol Naixent de 1a Classe (Japó - 11/09/1943
- Insígnia combinada de Pilot–Observador en Or i Diamants

 Gran Creu amb Espases de l'Orde de la Llibertat amb espases (Finlàndia) - 11/04/1944
- Butlletí de la Wehrmacht: 14.03.1942; 05.05.1945